# Tonacatecuhtli

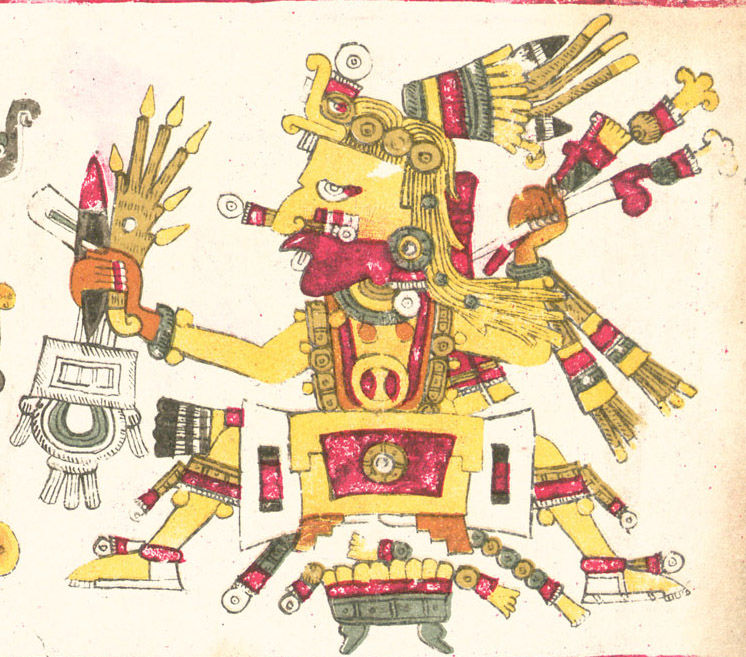

Tonacatecuhtli (nom nahuatl signifiant « Seigneur de notre chair » ou « Seigneur de nos nourritures ») est, dans la mythologie aztèque, un dieu créateur primordial et la divinité de la fertilité. Il était vénéré pour avoir peuplé la terre et la rendre fertile. Époux de Tonacacihuatl (« Dame de notre chair », il est la représentation d'Ometecuhtli sur la terre (« Tlalticpac »), et habite dans une grande maison appelée Tonacacacuahtlan.